# 愛すれど悲し
「愛すれど悲し」(英:Hopelessly Devoted to You)はオリビア・ニュートン＝ジョンが『グリース』のサウンドトラックの為に録音した楽曲。ジョン・ファーラーが曲の作詞作曲とプロデュースを手がけ、映画版の『グリース』の中でニュートン＝ジョンによって披露された。
この曲はオーストラリアで1978年11月に発売され2位を記録した。Billboard Hot 100では3位を記録し、アダルト・コンテンポラリーでは7位となった。カントリーチャートでは20位に達し、ニュートン＝ジョンにとって2年ぶりのトップ20ヒットになった。ニュートン＝ジョンはこの曲を第21回グラミー賞で披露した。
この曲は第51回アカデミー賞の最優秀歌曲賞にノミネートされたが、『サンク・ゴッド・イッツ・フライデイ』の「ラスト・ダンス」に敗れた。歌詞はオリビアが演じるオーストラリア人の転校生サンディ・オルソンがジョン・トラボルタ演じる不良グループのリーダーであるダニー・ズーコに友人達の手前冷たくされても彼を愛し続けている事を歌っている。
レコード・ワールドはこの曲について「1950年代風のラヴ・バラードに1970年代の音が入ってる」と呼んだ。
2001年、スウェーデンのガール・グループのプレイはデビュー・アルバムの中でこの曲をカバーした。
この曲はオリジナルのミュージカル版には元々なく、1994年の再演の際には1950年代のスタンダード・ナンバー「シンス・アイ・ドント・ハヴ・ユー」に差し替えられた。だが2007年の再演の際には追加され、2016年の『グリース・ライヴ』ではジュリアン・ハクによって歌われた。
2004年6月、ファーラーは曲について振り返り「今までに書いたどの曲の中でも歌詞を書くのに時間がかかった。自分の持つ全ての語彙を使ってきちんと形にしようと試みた」と語った。

## 収録曲
7" シングル
1. 愛すれど悲し
2. 慕情（インストゥルメンタル）

## チャート
| チャート (1978年)                               | 最高位 |
| ----------------------------------------------- | ------ |
| オーストラリア (ケント・ミュージック・レポート) | 2      |
| ベルギー (Ultratop 50 Flanders)                 | 1      |
| カナダ トップシングルス (RPM)                   | 1      |
| カナダ アダルト・コンテンポラリー (RPM)         | 2      |
| カナダ カントリー・トラックス (RPM)             | 14     |
| フィンランド (スオメン・ヴィラリネン・リスタ)   | 16     |
| アイルランド (IRMA)                             | 1      |
| オランダ (Dutch Top 40)                         | 1      |
| オランダ (Single Top 100)                       | 1      |
| ニュージーランド (Recorded Music NZ)            | 6      |
| UK シングルス (OCC)                             | 2      |
| US Billboard Hot 100                            | 3      |
| US Adult Contemporary (Billboard)               | 7      |
| US Hot Country Songs (Billboard)                | 20     |
| US キャッシュボックス Top 100                   | 4      |

| チャート (2022年)                             | 最高位 |
| --------------------------------------------- | ------ |
| カナダ デジタル・ソング・セールス (Billboard) | 20     |
| オーストラリア (ARIAチャート)                 | 52     |
| 全米 デジタル・ソング・セールス (\|Billboard) | 5      |
| UK ダウンロード (Official Charts Company)     | 16     |

| チャート (1978年)                  | 順位 |
| ---------------------------------- | ---- |
| オーストラリア (Kent Music Report) | 36   |
| カナダ                             | 12   |
| ニュージーランド                   | 33   |
| イギリス (OCC)                     | 34   |
| 全米 Billboard Hot 100             | 35   |

## カバー
- 南沙織（1978年）- アルバム『Simplicity』収録。
- ソニア（1994年）